# Colors of Life
『 Colors of LIfe 』（カラーズ・オブ・ライフ）は、2003年に下北沢のライブハウスであるCLUB Queが製作した日本映画。
ロック界の音楽家とハーレーダビッドソンを多用したインディーズムービー。上映場所は全国30ヶ所を超え、その後発売されたDVDもインディーズとしては、異例の好セールスを記録。2003年製作、アップリンクファクトリーよりDVD発売。2008年7月より全国TSUTAYA系列でレンタルリリースとなる。

## キャスト
- 増子直純（怒髪天）
- 山中さわお
- 宍戸留美
- ウエノコウジ
- Mr.SHEEN（楠部真也）（THE NEATBEATS）
- PATCH（VIOLETS、GYOGUN REND'S）
- 杉原テツ（EIJI&TETSU）
- 山崎みちる（劇団カムカムミニキーナ）
- 延原達治（THE PRIVATES）
- Mr.PAN（THE NEATBEATS）
- 大木知之（TOMOVSKY）
- TSUNTA
- 坂詰克彦（怒髪天）
- 川上次郎（元KUSU KUSU）
- 小林有子
- 横山知枝
- 坂巻晋（tae・wells）
- グレートマエカワ（フラワーカンパニーズ）
- 小井出永（JERRY LEE PHANTOM）
- ゴンダタケシ（GRiP）
- 伊藤ユージ・野村利文（カスタムズ）
- 村上コージ・初見英世（Sepa）
- ターシ（LONESOME DOVE WOODROWS）
- ジョウミチヲ（DUSK）
- 倉山直樹（24/7）
- 井垣宏章・EIJI・石塚明彦（Unlimited Broadcast）
- 滝口美孝（元コールタール）
- 土屋龍也
- 古庄義典
- 丸山英吉
- 本田忠義
- 佐野潤
- 長谷川仁
- 橋本賢
- 斉藤方己
- 池上宜博
- 二位徳裕
- スマイリー原島
- 丹羽秀樹（まぼろしのみぎ）

## スタッフ
- 音楽監督：上田ケンジ
- 撮影監督：根本健一
- 助監督：佐久間公太郎
- 撮影：神谷勝紀
- 録音：鈴木寿則
- 制作主任：吉田智
- メイク：本田忠義
- メイクアドバイザー：江利川美奈
- 記録：菅敬・清水瑠里子
- 制作補助：長島歩美／吉川恭代／宮崎幸恵
- 衣装：高津慶子／菊池要子
- 広報：安斉昌晃
- スチル：宍戸留美
- デザイン：勝股秀之
- 予告編制作：千葉真由美
- 機材車輌：小山康一／権田直史／泉輝和
- ロケーション協力
  - 代々木STEP WAY studio
  - 440-four forty-
  - スマイリーズ
  - La Cana
  - K.O.G.A RECORDS
  - 大谷石油株式会社
  - タケウチモータース
  - ビッグベンビル
  - UK PROJECT

- ライヴ撮影協力：スペースシャワーTV
- ライヴレコーディング：代々木STEP WAY studio
- 録音：AAD STUDIO
- 協賛
  - UK PROJECT
  - DMI原宿
  - To-en
- 協力
  - 東放学園
  - ハタユウスケ(cruyff in the bedroom)
  - 杉本とも子
  - 藤田武丸
- 特別協力
  - BAD MUSIC GROUP
  - フライハイト
  - PUNK★THE★DISCO
  - JAMBEE
  - フリップサイド
  - BLACK CROHME MOTORCYCLE WORKS
  - 下北沢シュワッチ
- 音楽
  - 上田ケンジ
  - 上原子友康
  - 清水泰而
  - 坂詰克彦
- 主題歌：「Colors of Life」作詞：増子直純　作曲：Radio Caroline
- 挿入歌 
  - 「LOSING GAME」作詞：増子直純　作曲：Radio Caroline
  - 「DARK SIDE」作曲：Radio Caroline
- 脚本協力
  - 増子直純
  - 石丸健
  - 滝和祥
- 監督・脚本・スタント：二位徳裕
- 製作：COL実行委員会／CLUB Que